# Manoel João Gonçalves
Manoel João Gonçalves (Mofreita, Portugal, 23 de outubro de 1895 — Niterói, Rio de Janeiro, 5 de dezembro de 1954) foi um banqueiro, empresário e industrial brasileiro. Sócio-Proprietário do Banco Predial do Estado do Rio de Janeiro.

## Biografia
Filho de José Marcelino Gonçalves e Ana Fernandes. Estudou até o 5º ano em Bragança, Portugal.
Migra para o Brasil em 1911, se estabelecendo como comerciante em Niterói, cidade que era a então a capital estadual do Rio de Janeiro. Em 1917 torna-se um dos fundadores da Grillo Alves & Cia, firma fornecedora de cereais, que tornou-se numa das mais importantes do Estado do Rio no fornecimento atacadista de gêneros alimentícios.
Em 1936 constrói a Usina de Tanguá, uma usina sucroalcooleira localizada em Tanguá, no então município de Itaboraí. Dois anos depois, em 1938, cria a Companhia de Crédito Construtora. Ainda fundaria a empresa Exportadora e Importadora Fluminense. Ainda teve participação na Usina de Carapebus, localizada em Carapebus e, também, na fábrica de Tecidos Santo Antônio.
Foi membro de várias sociedades e associações criadas pela comunidade portuguesa no Rio de Janeiro, como o Club de Regatas Vasco da Gama, o Centro Transmontano e o Clube Ginástico Português. A partir da década de 1940 passa a presidir a Beneficência Portuguesa de Niterói, unidade de saúde fundada pela comunidade portuguesa residente na cidade, cuja em sua administração é inaugurada uma maternidade modelo.
Adepto da filantropia, Manoel João Gonçalves auxiliou a Sociedade Fluminense de Assistência aos Lázaros, que atendia pacientes com hanseníase, o Abrigo Cristo Redentor e o Asilo Santa Leopoldina, de amparo a idosos. Também foi membro do Rotary Club do estado do Rio de Janeiro.
Em 1941, sem abandonar sua cidadania portuguesa, naturaliza-se como brasileiro.
Manoel Gonçalves torna-se diretor da Companhia de Seguros de Niterói, em 1942, do Banco Predial do Estado do Rio de Janeiro, banco este cujo na administração de Gonçalves foi feito o financiamento ao Governo do Estado do Rio de Janeiro para permitir a realização das obras da segunda adutora de abastecimento de água potável aos municípios de Niterói e São Gonçalo, dando origem ao chamado Sistema Imunana-Laranjal. O empréstimo foi considerado uma arriscada operação financeira feita pelo Banco Predial, visto que na ocasião o Governo do Rio de Janeiro não gozava de crédito para tão vultuosa quantia e obra.
Ainda na administração de Manoel João Gonçalves,poucos meses antes de seu falecimento, o Banco Predial do Estado do Rio de Janeiro inaugurou o seu novo Edifício-Sede em 23 de outubro de 1954, no qual funcionou por maior período de tempo. Localizado no Centro da cidade de Niterói, na esquina da Avenida Amaral Peixoto com a Avenida Visconde do Rio Branco, estando de fronte pra Praça Arariboia; o edifício de onze andares possui arquitetura moderna e atualmente suas instalações são usadas pelo Banco Itaú.
Manoel João Gonçalves faleceu, vitima de infarto em sua residência na Praia de Icaraí nº 219 e, após solenidades fúnebres realizadas na Catedral São João Batista, foi sepultado em Niterói, no Cemitério Arquiconfraria Nossa Senhora da Conceição, no Maruí, bairro do Barreto.

## Homenagem e Reconhecimento
Em 1955, em gratidão as ações de Manoel João Gonçalves que viabilizaram o financiamento da construção da Estação de Tratamento de Água do Laranjal, nela foi posta uma placa de bronze com o seu nome. Tal estação de tratamento é a principal fonte de abastecimento dos municípios de Niterói e São Gonçalo e fica situada no bairro Laranjal, no território municipal gonçalense.
Em sua homenagem um logradouro público no bairro do Fonseca, na cidade de Niterói, recebeu a denominação de Rua Manoel João Gonçalves.
De semelhante modo, no município de Tanguá, onde se localizava a usina sucroalcooleira de propriedade de Manoel Gonçalves, possui a Rua Manoel João Gonçalves, situada no Centro da cidade.
Também, no município de São Gonçalo, há a denominação de Rua Manoel João Gonçalves, no bairro de Alcântara.
Em 1967 foi inaugurado na cidade de Nova Iguaçu o Conjunto Residencial Manoel João Gonçalves, com 200 unidades habitacionais, situado no quilometro 14,5 da Via Dutra; foi erguido pela firma VERBA S.A. de Crédito, Financiamento e Investimentos, empresa liderada pelo grupo do Banco Predial.